# Centre Penitenciari Obert 2 de Barcelona
El Centre Penitenciari Obert 2 de Barcelona és una presó de la Generalitat de Catalunya situada al municipi de Barcelona. Està situat al carrer del Pare Manjón, 2.